# アリヴェレティ・ドゥギヴァル
アリヴェレティ・ドゥギヴァル（Alivereti Duguivalu、1997年7月21日 - ）は、フィジー出身のラグビーユニオン選手。フランストップ14のUSAペルピニャンに所属している。

## 経歴
父は元フィジー代表のエサラ・ナウガ（Esala Nauga）。
2017年、U20フィジー代表としてオセアニアジュニア選手権に出場した。
2017年夏、フランスのUSAペルピニャンのトレーニングセンターに加入。同年、USAペルピニャンでプロD2に控えで出場。
2025年、フランスA代表としてイングランドA代表と対戦。
同2025年、フランス代表のニュージーランド遠征メンバーに選ばれた。